# Énergie du vide
Ne doit pas être confondu avec niveau d'énergie du vide.
 (novembre 2018).
Si vous disposez d'ouvrages ou d'articles de référence ou si vous connaissez des sites web de qualité traitant du thème abordé ici, merci de compléter l'article en donnant les références utiles à sa vérifiabilité et en les liant à la section « Notes et références ».
L'énergie du vide est une énergie sous-jacente qui existe partout dans l'espace, à travers l'Univers. Il s'agit du cas particulier d'énergie de point zéro d'un système quantique, où le « système physique » ne contient pas de matière.
Cette énergie correspond à l'énergie du point zéro de tous les champs quantiques de l'espace, ce qui, pour le modèle standard, inclut le champ électromagnétique, les champs de jauge et les champs fermioniques, ainsi que le champ de Higgs électrofaible. C'est l'énergie du vide qui dans la théorie quantique des champs est définie non comme un espace vide, mais comme l'état fondamental des champs. Ceci implique que, même en l'absence de toute matière, le vide possède une énergie de point zéro, fluctuante, d'autant plus grande que le volume considéré est petit.
En cosmologie, l'énergie du vide est une explication possible pour la constante cosmologique.
Une contribution possible à l'énergie du vide serait celle de particules virtuelles, définies comme des couples de particules qui apparaissent puis s'annihilent tout de suite, dans un délai tellement bref qu'on ne peut pas les observer. Elles seraient ainsi présentes dans l'ensemble de l'Univers. Leur comportement est codifié dans la relation temps-énergie du principe d'incertitude de Heisenberg. Cependant, l'effet précis de tels flashes d'énergie est difficile à quantifier.
Toutefois, les effets de l'énergie du vide peuvent être observés expérimentalement dans plusieurs phénomènes tels que l'émission spontanée, l'effet Casimir ou le décalage de Lamb, et sont supposés influencer le comportement de l'Univers à l'échelle cosmologique.
En se référant à la limite supérieure de la constante cosmologique, l'énergie du vide a été estimée à 10−9 joules (10−2 ergs) par mètre cube. Mais selon l'électrodynamique quantique et l'électrodynamique stochastique, pour être en cohérence avec le principe d'invariance de Lorentz et la valeur de la constante de Planck, elle devrait avoir une valeur de l'ordre de 10113 joules par mètre cube. Cette énorme divergence est appelée « catastrophe du vide ».

## Histoire
En 1934, Georges Lemaître utilisa une équation d'état de gaz parfait inhabituelle pour interpréter la constante cosmologique comme étant due à l'énergie du vide. En 1948, l'effet Casimir fournit une méthode expérimentale permettant de vérifier l'existence de l'énergie du vide. Cependant, en 1955, Evgeny Lifshitz proposa une origine différente[Laquelle ?] pour l'effet Casimir. En 1957, Tsung-Dao Lee et Chen Ning Yang prouvèrent le concept de brisure de symétrie et de violation de parité, pour lesquels ils remportèrent le prix Nobel.
En 1973, Edward Tryon proposa l'hypothèse de l'univers à énergie nulle qui énonce que l'Univers peut être une fluctuation à grande échelle du vide quantique où une énergie-masse positive est équilibrée par une énergie potentielle gravitationnelle négative.
Dans les années 1980, de nombreuses tentatives ont été menées pour relier les champs qui génèrent l'énergie du vide à des champs spécifiques prédits par des tentatives de théorie de Grande Unification et pour utiliser les observations de l'Univers pour confirmer l'une ou l'autre version. Cependant, la nature exacte des particules (ou des champs) générant l'énergie du vide, avec une densité identique à celle requise pour la théorie de l'inflation, reste un mystère.

## Description
La densité moyenne d'énergie et de pression engendrée par les fluctuations du vide quantique, mise en évidence à de très faibles échelles par l'effet Casimir, est parfois également appelée « énergie du point zéro ». La densité moyenne d'énergie du vide sur des échelles cosmologiques, mise en évidence par l'observation de l'accélération de l'expansion de l'univers, calculée à partir de ces observations (de l'ordre de 10−29 g cm3) est associée à l'énergie sombre, ainsi qu'à la constante cosmologique.
Historiquement, le terme « énergie du vide » est plutôt associé aux fluctuations quantiques et reste encore très majoritairement employé dans ce sens. Ce n'est qu'assez récemment (à la fin des années 1990) que ce terme est également employé pour désigner la densité d'énergie du vide à grande échelle, ce qui entraine des confusions. C'est pourquoi le concept d'énergie sombre a été forgé, et devrait être employé préférentiellement à « énergie du vide » pour désigner la densité d'énergie du vide sur de grandes échelles[réf. nécessaire].
La densité d'énergie moyenne des fluctuations quantiques à grande échelle est en principe parfaitement nulle. Toutefois, certaines théories[Lesquelles ?] prévoient un effet résiduel à grande échelle des fluctuations, si certaines particules virtuelles créées par les fluctuations se stabilisent en condensat de Bose-Einstein. Mais les modèles théoriques correspondants ne sont pas encore au point, et la possibilité même de condensats stables à grande échelle n'est pas démontrée.
Avec l'achèvement de la construction du Grand collisionneur de hadrons, et sa mise en route, les scientifiques espèrent pouvoir en apprendre plus sur cette « énergie du vide ».

## Approche quantitative

### Énergie de point zéro d'oscillateurs harmoniques quantiques
Une manière d'évaluer quantitativement ces fluctuations est de modéliser le vide comme la superposition d'une infinité (dans l'espace et dans la fréquence ω) d'oscillateurs harmoniques électromagnétiques minimaux et indépendants placés à une température de zéro absolu. D'après la théorie des champs, même au zéro absolu, l'énergie mécanique quantique minimale de chaque oscillateur est :
{\displaystyle E={\frac {1}{2}}\hbar \omega ={\frac {1}{2}}{\frac {\hbar .c}{\bar {\lambda }}}}
({\displaystyle {\bar {\lambda }}} se lit « lambda bar », noté ainsi en réponse au « h-barre »).
Cette énergie minimale est à l'origine de la fameuse énergie du point zéro. Chaque oscillateur minimal peut être visualisé comme occupant un volume de {\displaystyle \scriptstyle V=k\cdot {\bar {\lambda }}^{3}}, où k est un facteur numérique « proche de 1 ». Par exemple, une onde peut être confinée dans une cavité réfléchissante d'une demi-longueur d'onde de côté, ce qui est le quantum minimal permettant à une telle onde de s'exprimer ; mais elle peut s’accommoder de cavités représentant des multiples de cette quantité ; pour une cavité de cette taille, l'amplitude de cette onde est alors nulle aux parois, et maximale au centre. Puisque nous ne cherchons qu'un ordre de grandeur, on peut donc dire que cette onde est confinée dans un volume de l'ordre de λ3, en éliminant les facteurs numériques proches de 1. Ceci implique que la densité d'énergie Uω correspondante pour la fréquence ω est donc :
{\displaystyle U_{\omega }={\frac {\hbar \cdot \omega }{\lambda ^{3}}}={\frac {\hbar \cdot \omega ^{4}}{c^{3}}}}

### Divergence et renormalisation
Quelle est alors la densité d'énergie totale de cette énergie du point zéro intégrée sur l'ensemble des fréquences?
Lorsqu'on intègre l'énergie des oscillateurs ainsi modélisés sur l'ensemble des fréquences possibles, jusqu'à une fréquence maximale t,
Milonni montre que la densité d'énergie totale (t), du fait que le volume d'intégration varie avec la fréquence, est égale à
{\displaystyle U_{t}={\frac {\hbar \cdot \omega _{t}}{\lambda ^{3}}}={\frac {\hbar \cdot \omega _{t}^{4}}{c^{3}}}}
La formule est la même que la précédente, sauf que maintenant la fréquence prise en compte varie de zéro à la fréquence maximale ωt.
Maintenant, si l'on suppose que ω n'a aucune limite physique et qu'une fréquence électromagnétique peut être infinie, alors quand ω tend vers l'infini la densité d'énergie du vide serait également infinie. Cette approche impose alors une « renormalisation » dans un sens ou un autre.
Aussi, par renormalisation, sans se préoccuper trop de la somme totale infinie, on ne calcule que des variations de cette énergie de point zéro du vide, observées par l'effet Casimir (qui devient la force de van der Waals à très courte distance). Cet effet Casimir peut être décrit aussi par des échanges virtuels de photons qui, de fait, sont une description partielle des fluctuations de mouvement de point zéro du vide.

### Fréquence de coupure
Une manière d'évaluer quantitativement ces fluctuations est de considérer que la fréquence de Planck  est la plus grande fréquence discernable. En effet, comme deux évènements distincts ne peuvent pas être séparés par moins que le temps de Planck tP, la période d'un phénomène physique ne peut pas être inférieure à tP, donc sa fréquence ne peut pas être supérieure à 1/tP.
Lorsqu'on intègre l'énergie des oscillateurs ainsi modélisés sur l'ensemble des fréquences possibles, jusqu'à une fréquence de coupure valant la fréquence de Planck, l'énergie est égale à :
{\displaystyle U_{t}={\frac {\hbar \cdot \omega _{p}}{\lambda ^{3}}}={\frac {\hbar \cdot \omega _{p}^{4}}{c^{3}}}}
La formule est la même que la précédente, sauf que maintenant la fréquence prise en compte varie de zéro à la fréquence de coupure ωp.
{\displaystyle \omega _{\mathrm {P} }={\sqrt {\frac {2\pi {c^{5}}}{hG}}}={\sqrt {\frac {c^{5}}{\hbar {G}}}}={\frac {c}{\ell _{\mathrm {P} }}}}
La densité d'énergie qui en découle est alors :
{\displaystyle U_{t}={\frac {\hbar \cdot \omega _{p}^{4}}{c^{3}}}={\frac {\hbar }{c^{3}}}\cdot {\big (}{\frac {c^{5}}{\hbar {G}}}{\big )}^{2}={\frac {c^{7}}{\hbar \cdot G^{2}}}}
La densité d'énergie du vide est donc la densité d'énergie de Planck, ou pression de Planck : 4,633 09 × 10113 pascals, soit autant de N/m² ou de J/m³.

### Effet sur la courbure de l'espace-temps
Cette densité d'énergie entraîne en principe des effets physiques, mesurables sur la courbure de l'espace temps.
Cependant, macroscopiquement, en se référant à la limite supérieure de la constante cosmologique, l'énergie du vide telle que physiquement observable a été estimée à 10−9 joules (10−2 ergs) par mètre cube, soit aussi de l'ordre de ~5 GeV/m3.
Inversement, l'approche théorique conduit à une énergie énorme, qu'elle soit infinie ou « simplement » limitée à la densité d'énergie de Planck, 4,633 09 × 10113 pascals.
Pour la physique théorique, cet écart, de l'ordre de 10120 entre la théorie quantique et l'observation astronomique, a été qualifié de « catastrophe du vide » : pourquoi l'énergie du vide observable ne correspond-elle pas à la valeur calculée, avec un écart impensable de 120 ordres de grandeur ? Cependant, cet écart doit être relativisé, la question paraissant plutôt être « pourquoi la violence des fluctuations quantiques, probablement réalisées à l'échelle quantique, n'est-elle pas observable à notre échelle ? ».
Le problème de la valeur totale de l'énergie de point zéro du vide immensément grande reste un des problèmes fondamentaux non résolus de la physique, car il reste à découvrir les phénomènes physiques avec une énergie opposée, qui permettent d'expliquer la valeur faible observée pour la constante cosmologique de l'énergie du vide.

## Extraire de l'énergie du vide?
Néanmoins comme il s'agit de l'énergie minimum possible, il n'est pas possible d'extraire de l'énergie utilisable de ce vide, contrairement à certaines propositions de science-fiction. Au mieux on peut stocker de l'énergie dans des courants superfluides ou supraconducteurs perpétuels (qui sont dans leur énergie de point zéro) et la récupérer plus tard en les stoppant.

### Effet Casimir
L'effet Casimir est l'attraction entre deux plaques séparées par le vide.
Il est parfois vu comme indice qu'on pourrait extraire de l'énergie du vide, mais c'est oublier qu'une énergie ne se limite pas à une force : c'est le produit par exemple d'une force (variable d'intensité) par un déplacement (variable de position). La conservation de l'énergie n'est pas violée dans ce cas. En effet, en déplaçant les plaques, on modifie les longueurs d'onde possibles, et donc l'énergie du vide elle-même va varier. Le vide doit donc être envisagé comme un simple milieu, avec lequel il est possible d'échanger de l'énergie, modifiant donc son état d'énergie. Il ne peut fournir indéfiniment de l'énergie, toutes choses égales par ailleurs.
De plus, un système cyclique, sur le modèle d'un moteur à piston, impliquerait de ramener les plaques à leurs positions précédentes, et pour les écarter de nouveau l'existence de la force de Casimir impliquerait de dépenser plus d'énergie qu'en son absence (sauf à faire revenir le "piston" sans vis-à-vis, et à faire revenir le vis-à-vis en translation sur un plan perpendiculaire au mouvement du piston, ce qui nécessitera forcément de l'énergie).

### Coût d'extraction d'une énergie
Le terme énergie du vide est parfois utilisé par certains « scientifiques »[Lesquels ?], affirmant qu'il est possible d'extraire de l'énergie - c'est-à-dire du travail mécanique, de la chaleur… – à partir du vide, et de disposer ainsi, idéalement, d'une source d'énergie gigantesque et virtuellement inépuisable.
Le problème est cependant moins d'extraire l'énergie du vide que de l'extraire sans dépenser plus d'énergie que l'on ne peut espérer en récupérer. Dans le cas du rayonnement de Hawking des trous noirs, c'est une masse qui est in fine convertie en énergie, qu'on n'a donc pas obtenue « gratuitement ».
Ces différentes hypothèses suscitent un grand scepticisme chez nombre de chercheurs, car elles entraînent une remise en cause d'un principe admis en physique, jusqu'ici jamais pris en défaut : la conservation de l'énergie, conformément (comme toutes les invariances) au théorème de Noether. Ce principe, toujours observé à l'échelle macroscopique, suggère qu'extraire l'énergie du vide demanderait au moins autant d'énergie, voire probablement plus, que le processus de sa récupération n'en fournirait. La problématique est voisine de celle du mouvement perpétuel, et fondée[C'est-à-dire ?] en tout cas sur les mêmes espérances.